# Myrmica aimonissabaudiae
Myrmica aimonissabaudiae (лат.) — вид мелких муравьёв рода мирмик длиной около 4—5 мм. Стебелёк между грудкой и брюшком состоит из двух члеников: петиолюса и постпетиолюса (последний четко отделен от брюшка), жало развито, куколки голые (без кокона).

## Распространение
Вид известен из Центральная Азия, где встречается в Гималаях, Бутане, Сиккиме, Непале, Каракоруме, Пакистане, Афганистане, Индии.

## Синонимия
Вид Myrmica aimonissabaudiae Menozzi, 1939 имеет синоним Myrmica dicaporiaccoi Menozzi, 1939, описанный с Каракорума.

## Биология
В гнездах были обнаружены два вида социальных паразитов: Myrmica ereptrix (Bolton, 1988) и Myrmica latra.
Гнезда этого вида полидомные, с внутренней температурой колеблется от 14° C до 28° C, и хорошо развиваются в нарушенных местообитаниях со значительной антропогенной деятельностью. В крупных гнездах наблюдалось более 200 рабочих особей включая алатов (как самцов, так и самок) наблюдались в июне и вплоть до первой недели августа. Высотный диапазон высот для этого вида в Гималаях составляет от 1300 м до 3500 м над уровнем моря.